# Casa Qavam
La Casa Qavam (anche ampiamente chiamata Narenjestan e Ghavam) è una casa tradizionale e storica a Shiraz in Iran. È a pochi passi dalla Madrassa del Khan e all'interno del giardino Eram.

## L'edificio
È stato costruito tra il 1879 e il 1886 da Mirza Ibrahim Khan. La famiglia Qavam era originariamente di mercanti di Qazvin. Ma sono diventati ben presto attivi nel governo durante la dinastia Zand, seguito dai Qajari e dai Pahlavi.
Il Qavam o "Naranjestan" conserva l'eleganza e la raffinatezza di cui godono le famiglie di classe superiore nel corso del XIX secolo. I dipinti sui bassi soffitti della casa sono ispirati all'epoca vittoriana Inglese.
Il portico a specchio è stato un punto focale della casa, si affaccia su un piccolo giardino che è stato progettato con fontane, palme da dattero, e piante fiorite.
Durante il secondo periodo Pahlavi, la casa è diventata la sede dell'Asia Institute dell'Università Pahlavi diretta da Arthur Pope e Richard Nelson Frye. Frye e la sua famiglia visse in casa per un po' di tempo.
La casa oggi è un museo ed è aperto al pubblico. Al pianterreno vi è un piccolo museo in cui vi è un'esposizione di reperti archeologici di Arthur Pope, che insegnò all'Istituto asiatico tra il 1969 e il 1979.

## Galleria d'immagini

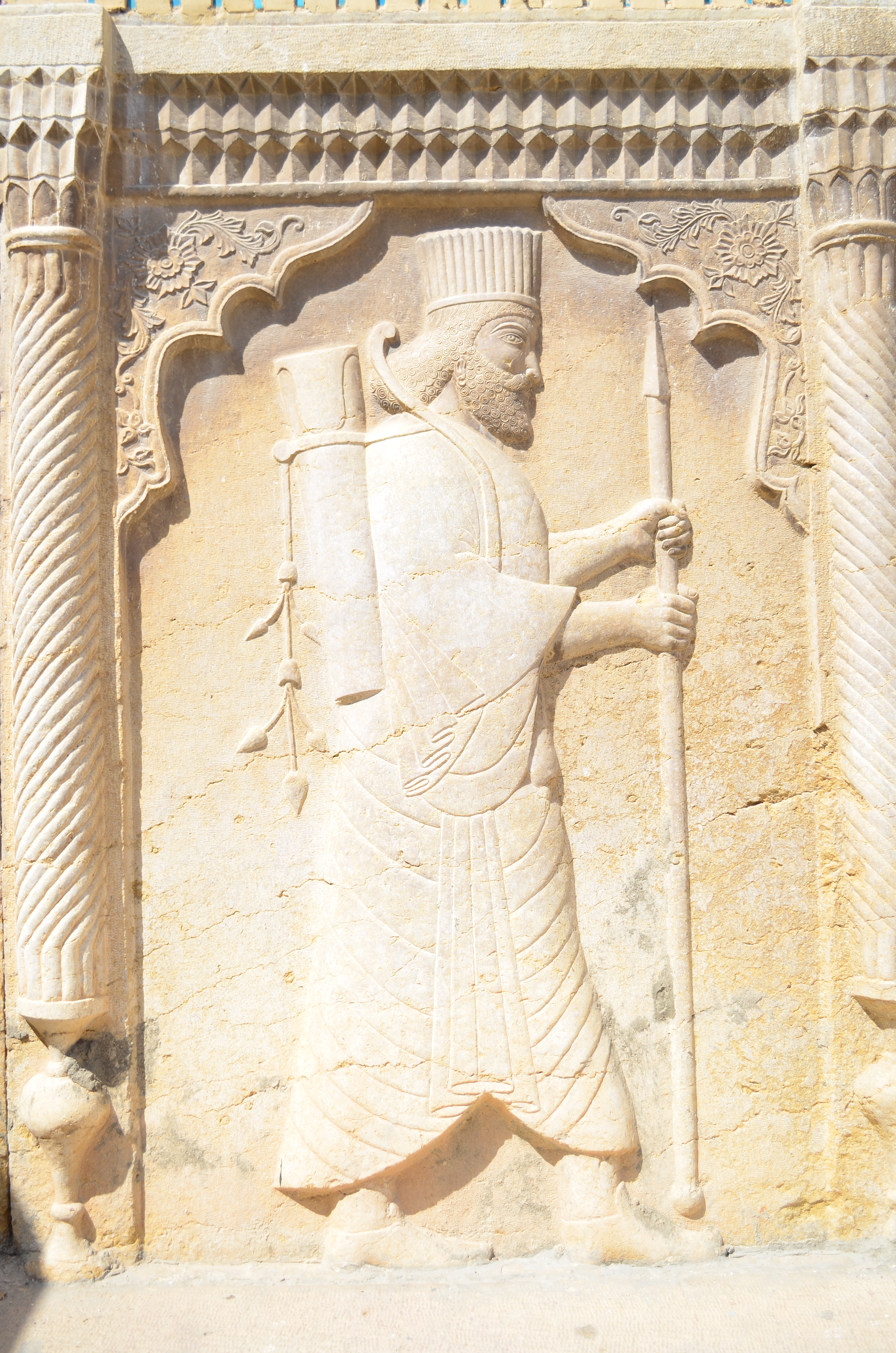
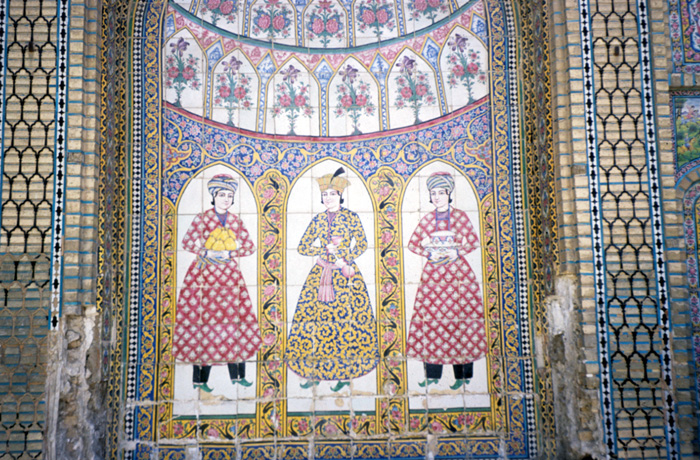
Pittura murale del palazzo rappresentante 3 figure Qajari.
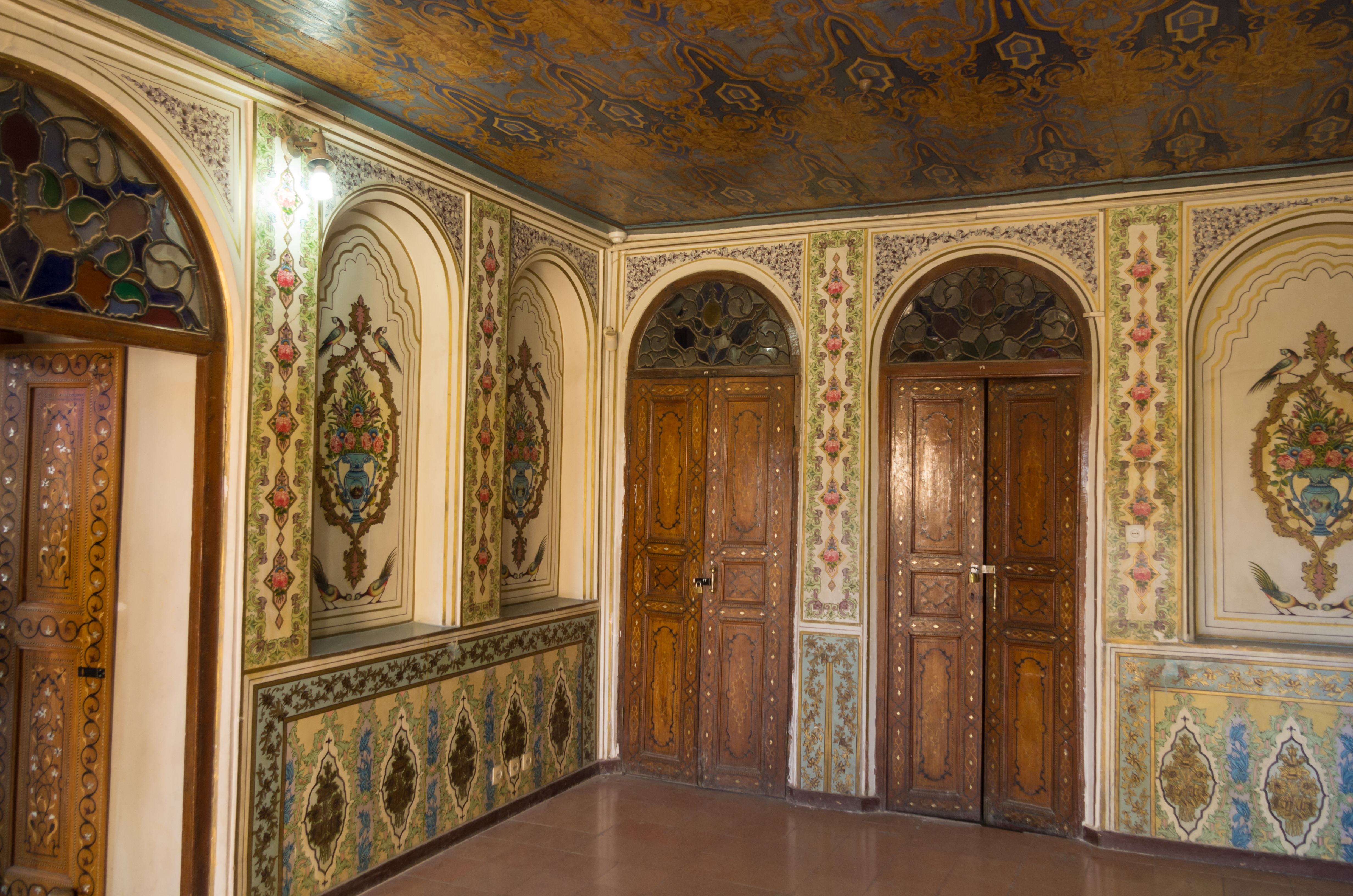
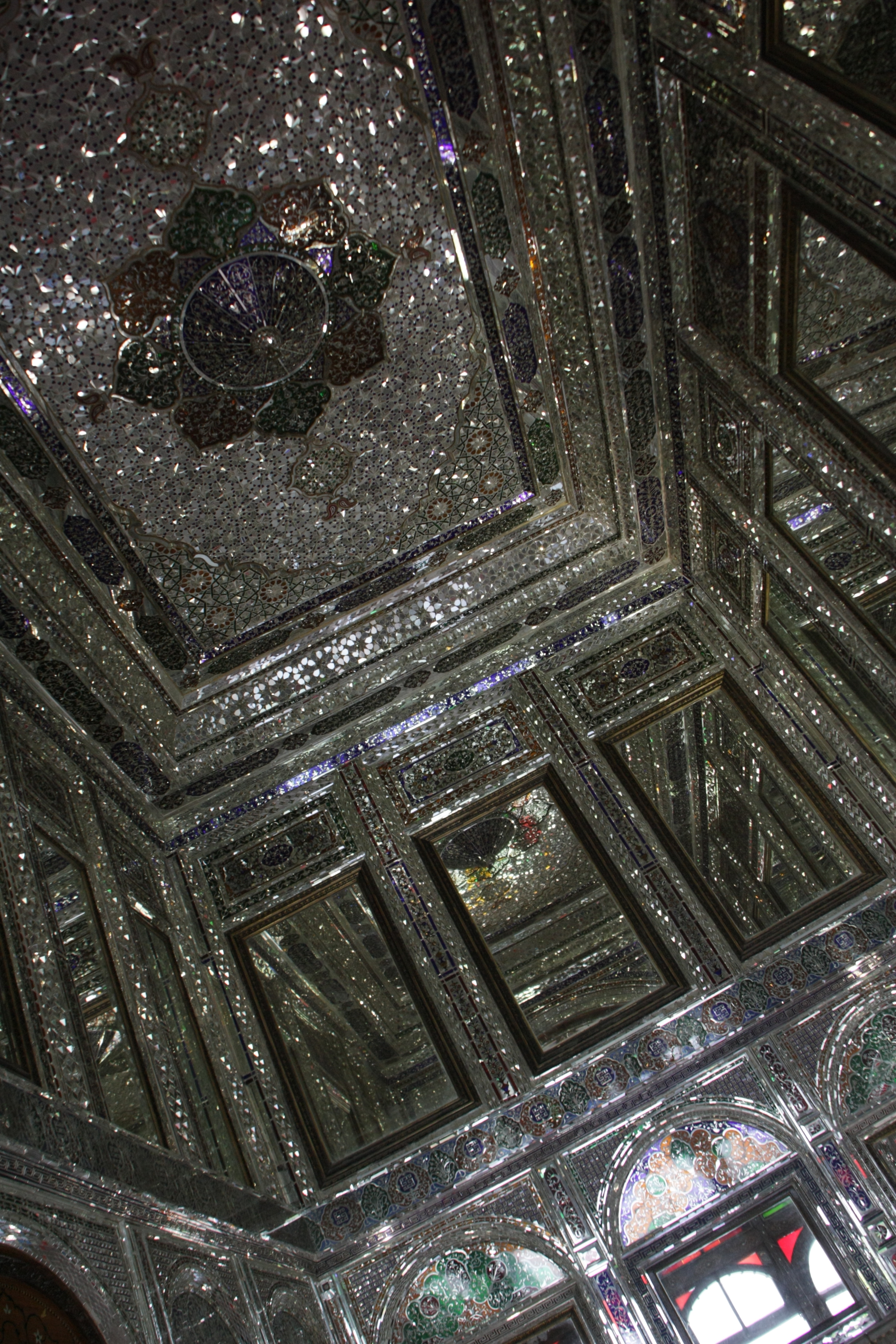
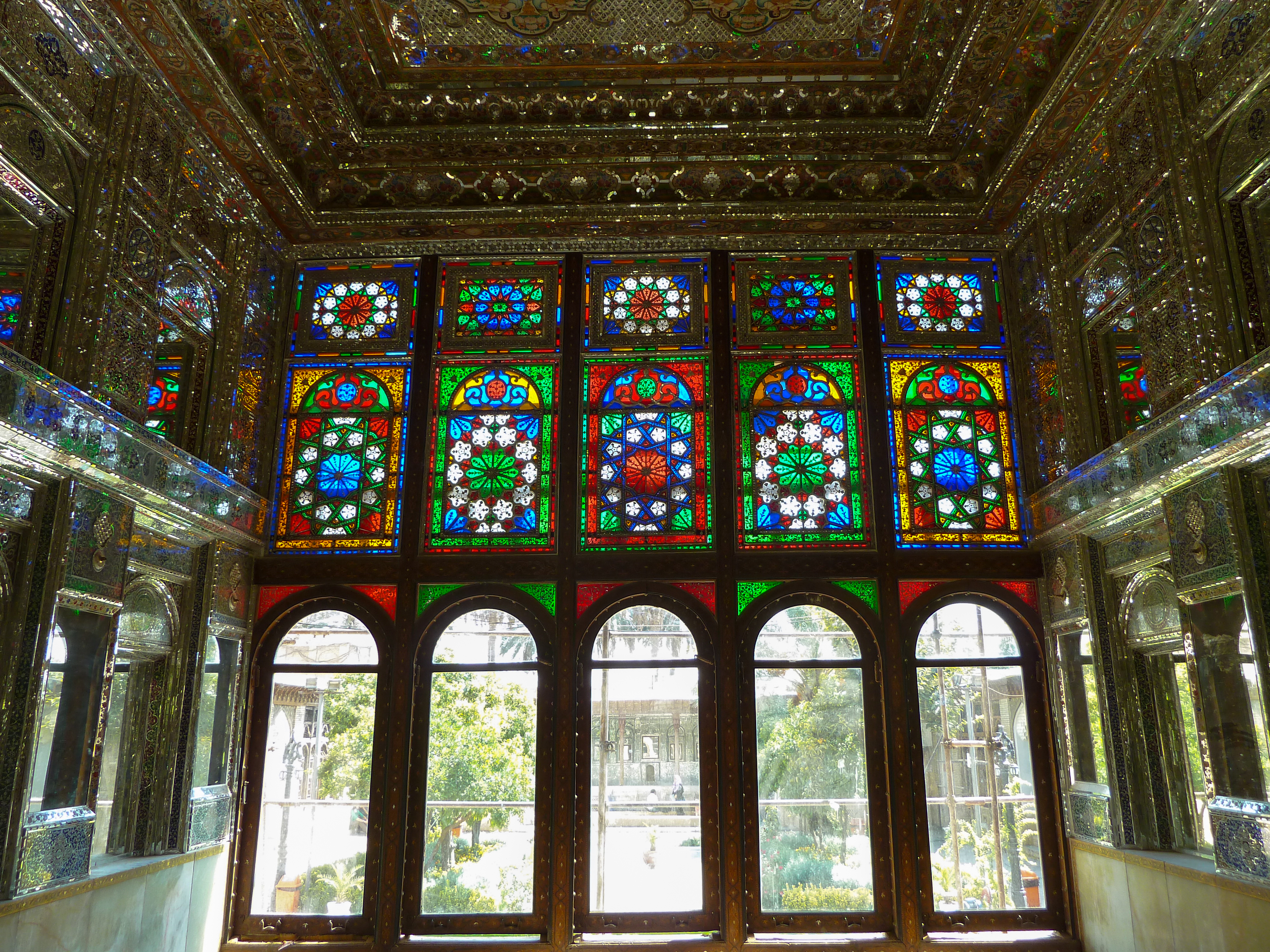
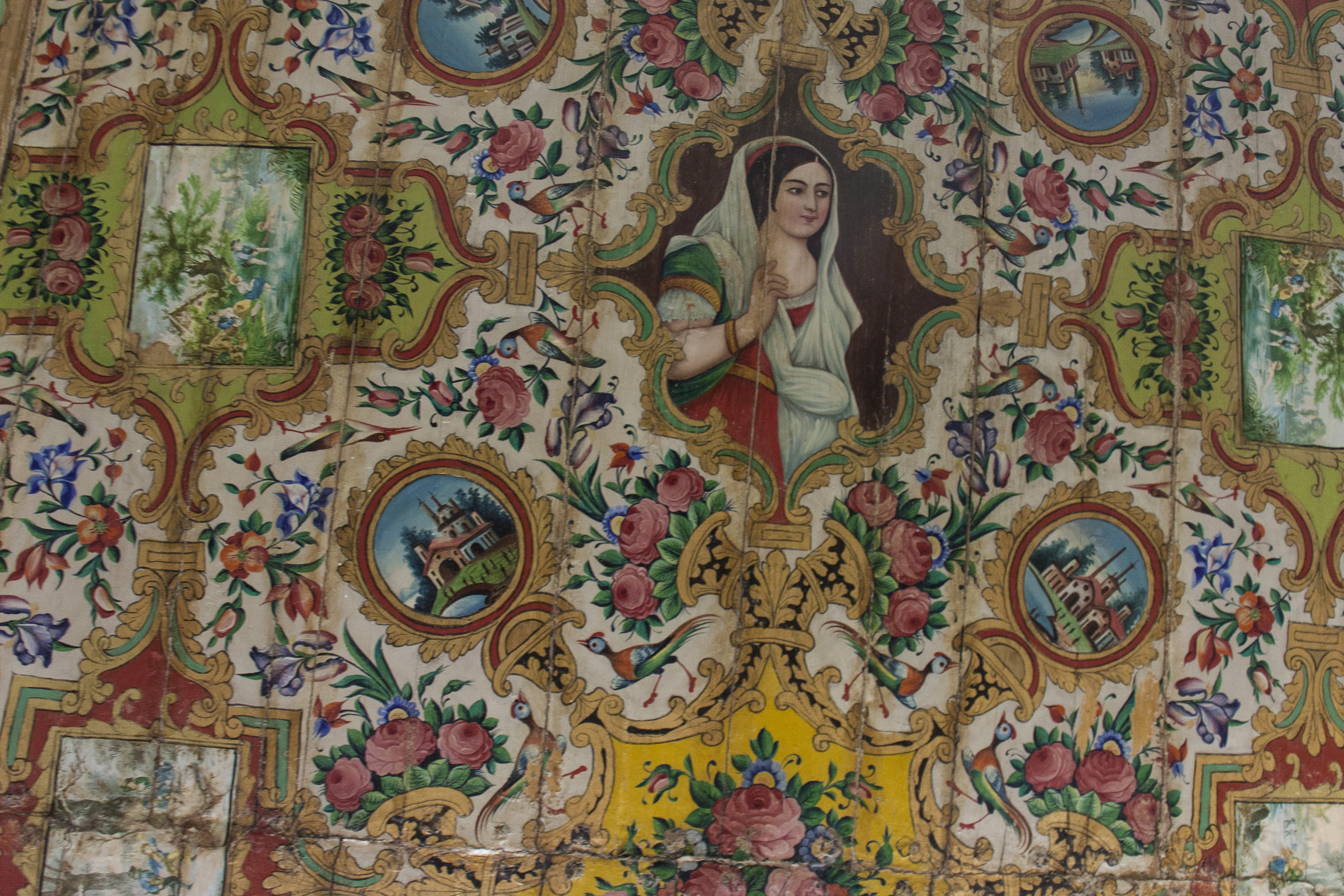
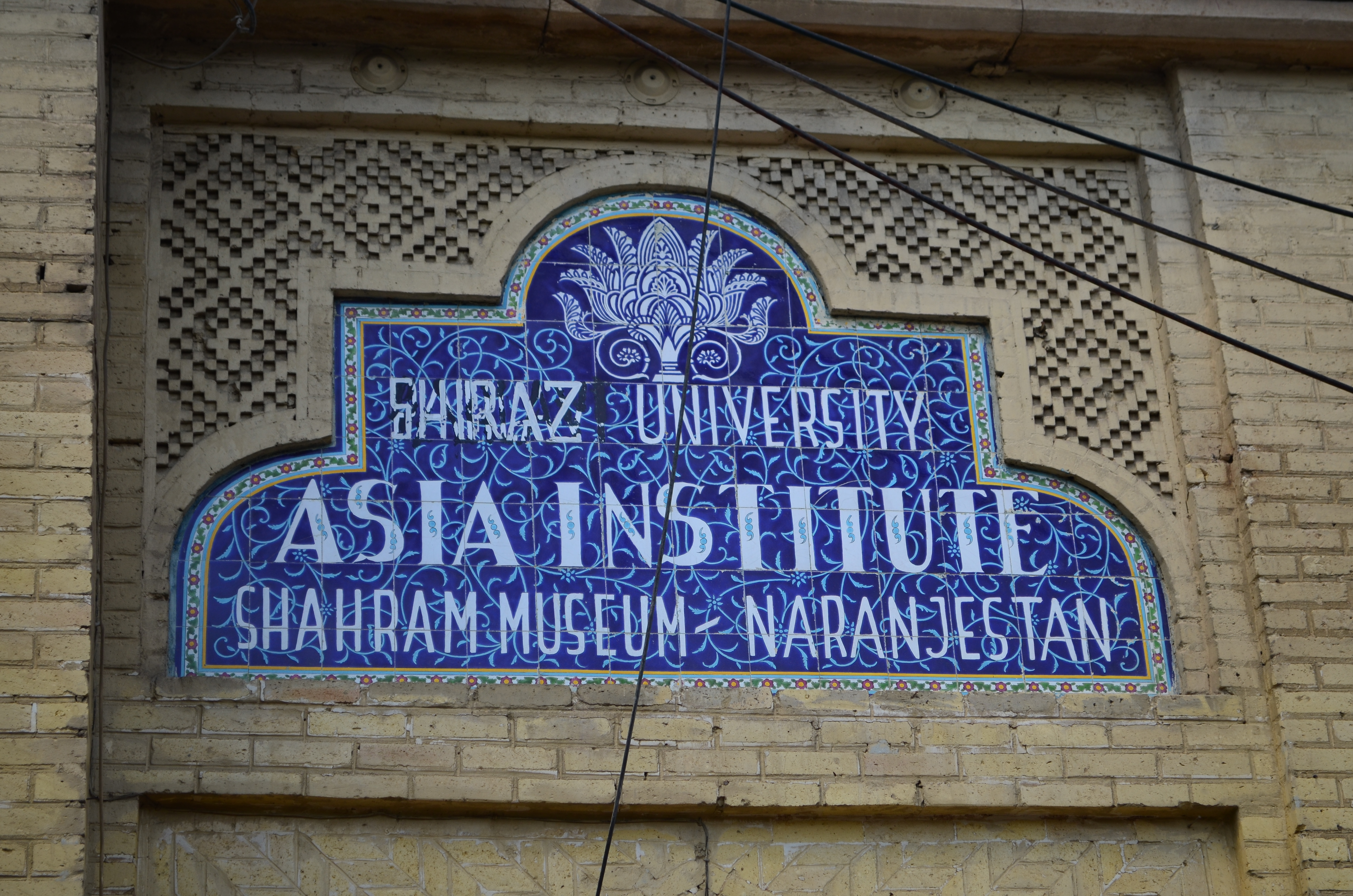
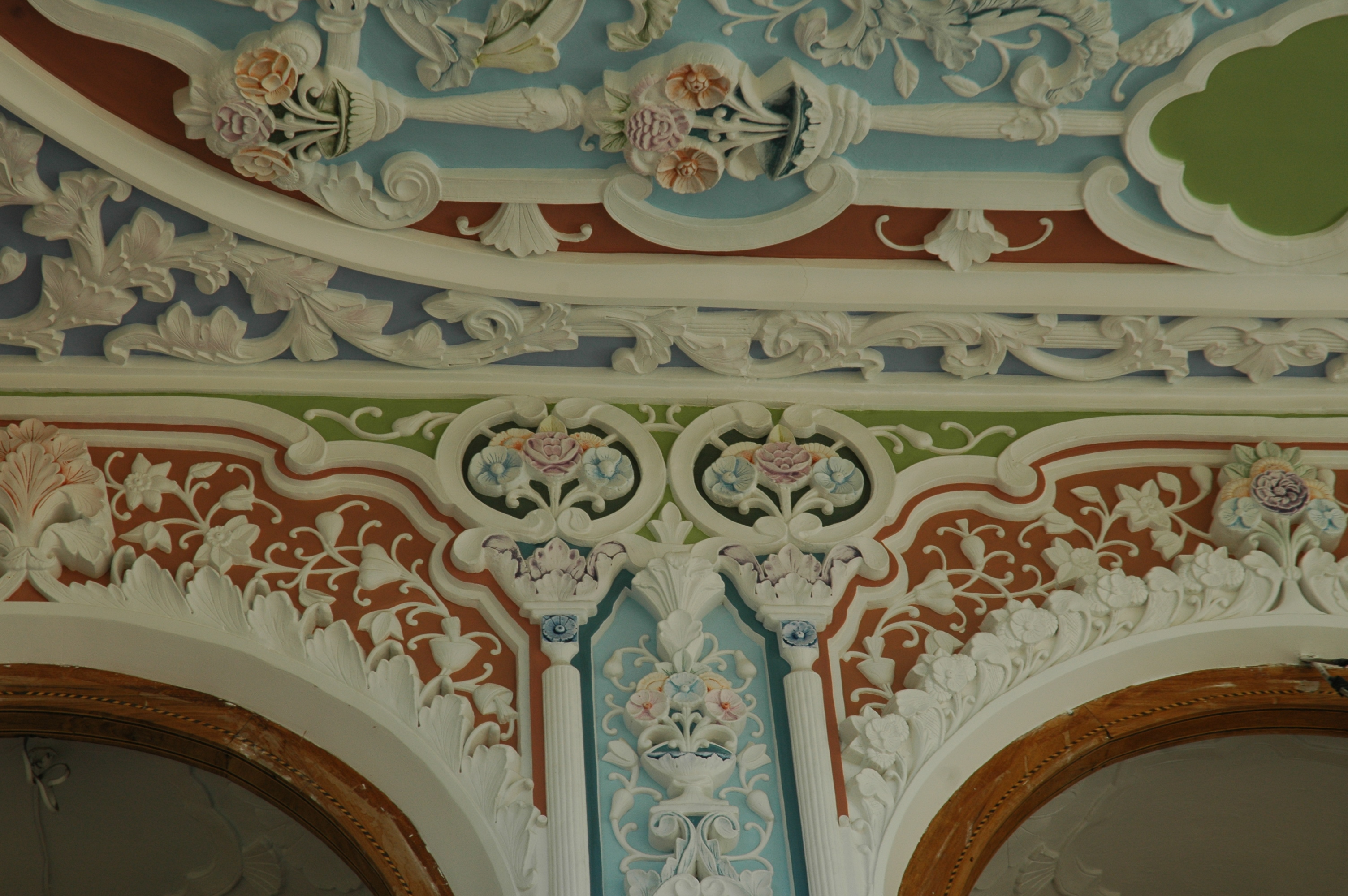
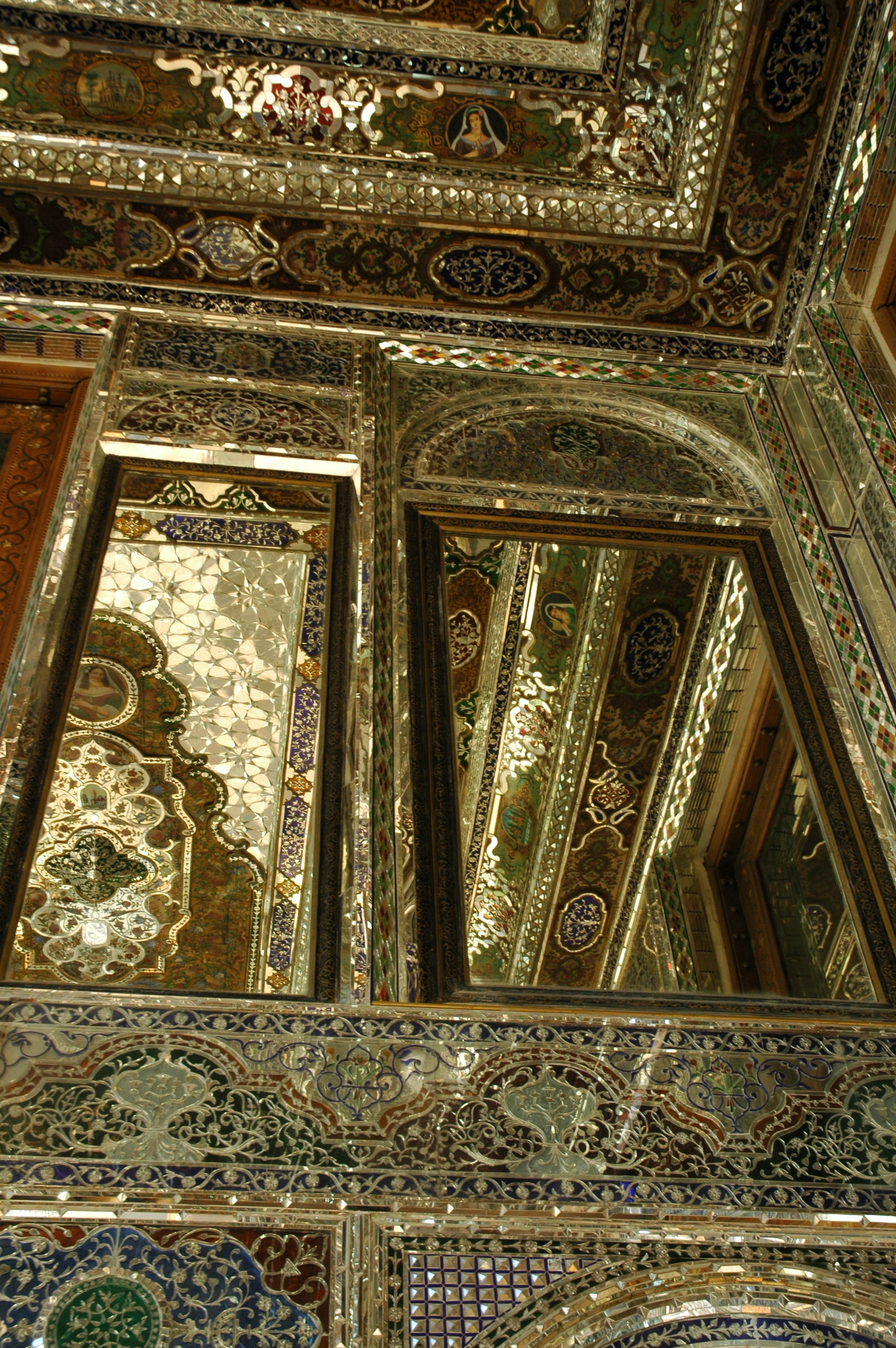
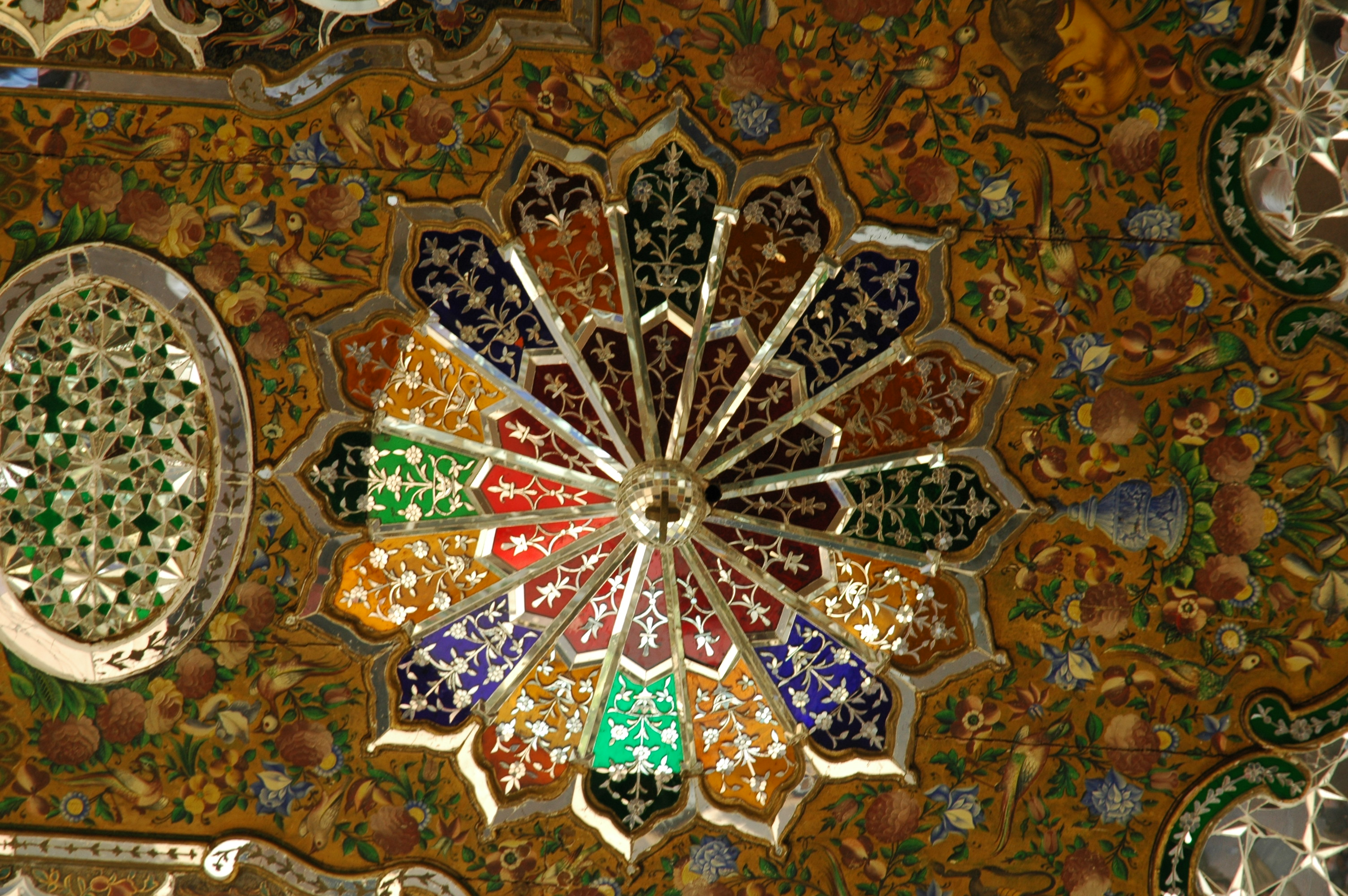
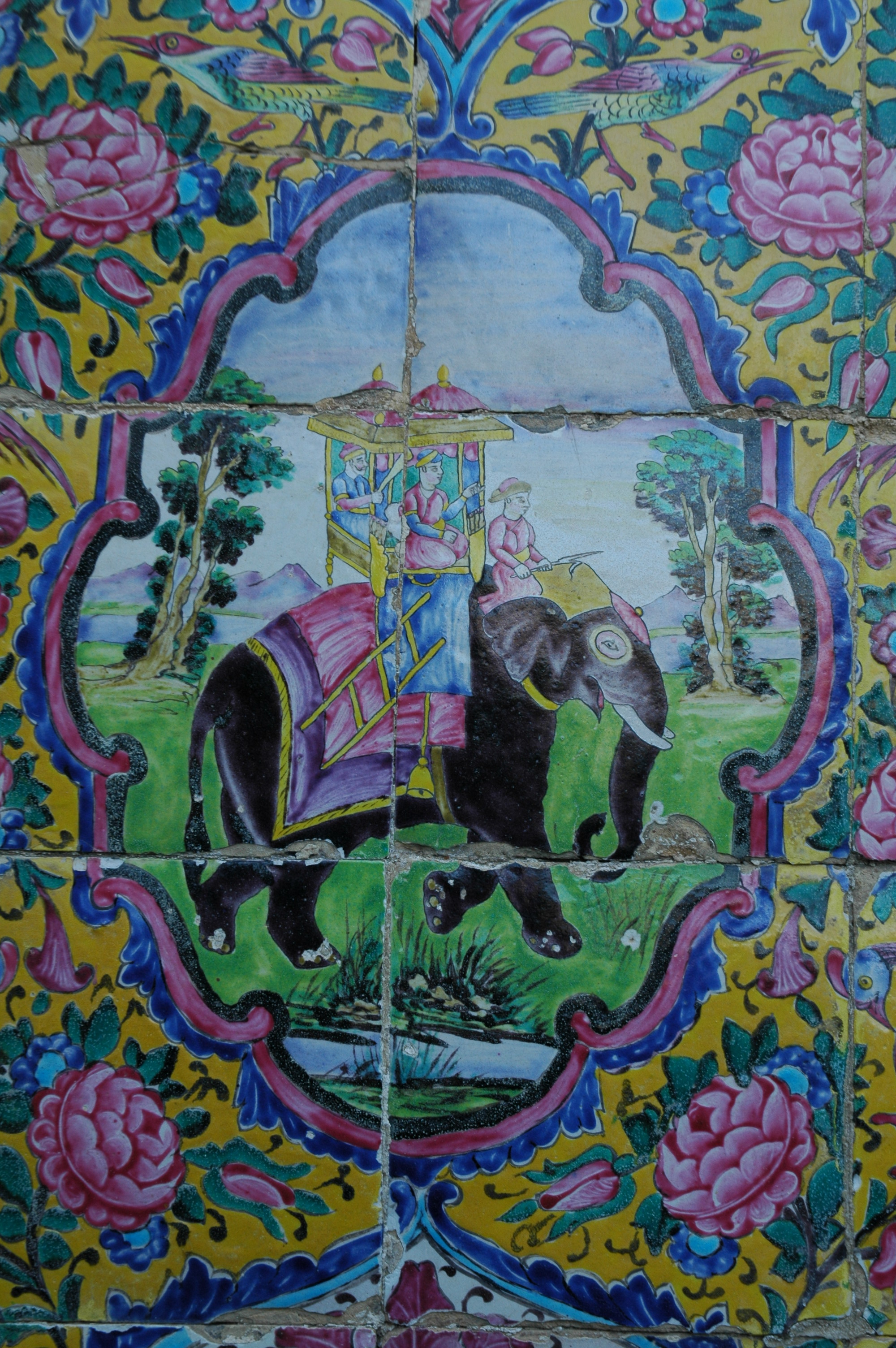
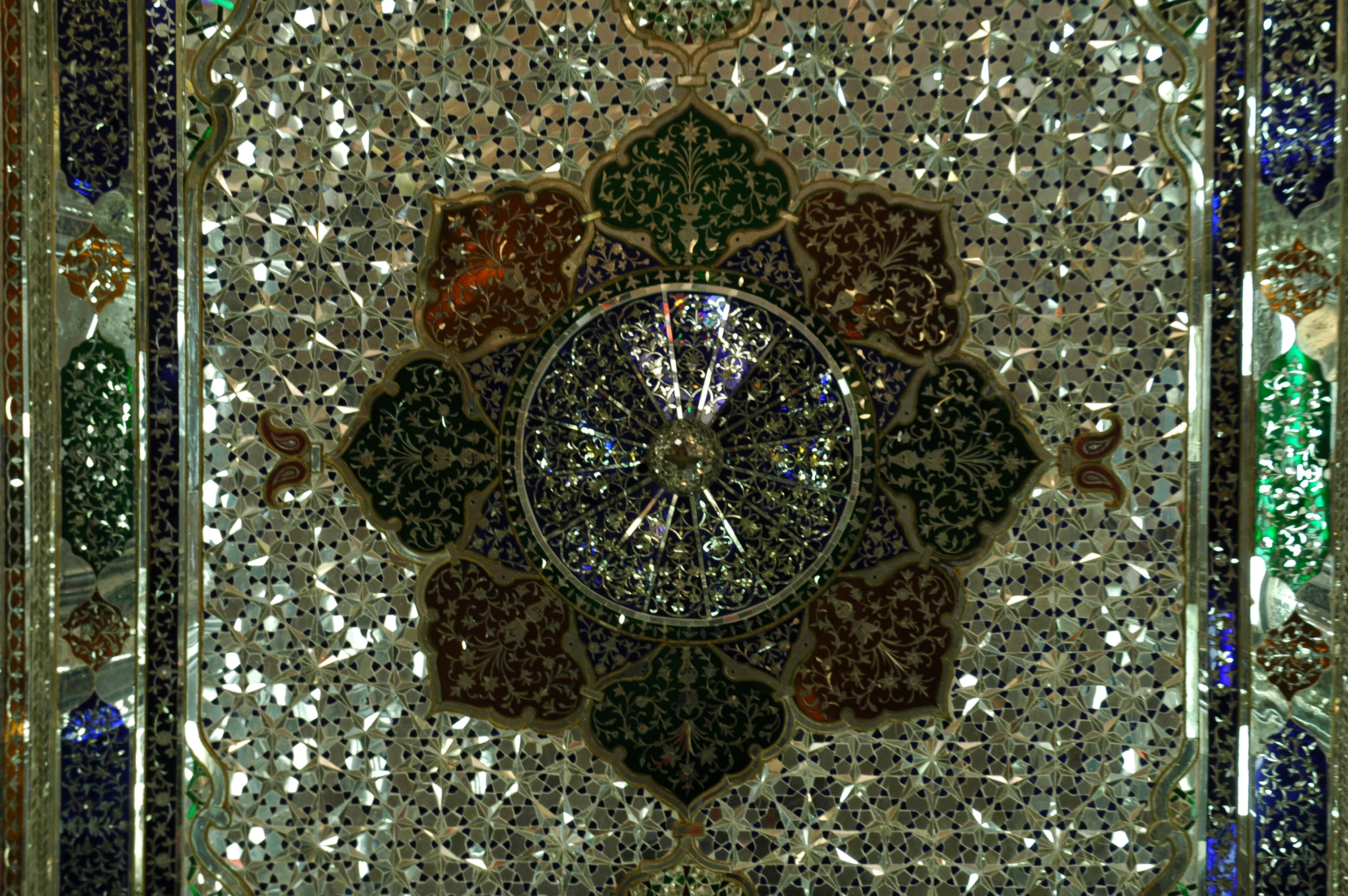